# Yago Felipe
Yago Felipe da Costa Rocha, mais conhecido como Yago Felipe ou Yago (Limoeiro do Norte, 3 de fevereiro de 1995), é um futebolista brasileiro que atua como meio-campista. Atualmente, joga no Mirassol, emprestado pelo Bahia.

## Carreira

### Início
Yago é natural de Limoeiro do Norte. Chegou ao Figueirense em 2012, também atuou nas categorias de base do Botafogo, Flamengo e Espanyol.

### Figueirense
Em 2014, aos 19 anos, Yago fez a sua estreia no profissional contra o Joinville, partida válida pelo Campeonato Catarinense. Em 2015, o meia se destacou nas oportunidades recebidas no time e se firmou titular, porém no ano seguinte o Figueirense não fez uma boa campanha no Brasileirão e acabou sendo rebaixado, isso fez o atleta buscar um novo clube.

### Vitória
Em 2 de junho de 2017, o Vitória acertou a contratação do jogador, por onde jogou por duas temporadas estando no elenco que caiu para a Série B no ano de 2018.

### Goiás
Em 2019 o jogador é emprestado para o Goiás por uma temporada, o time havia acabado de subir de divisão depois de ficar três anos na Série B, sendo um dos principais cotados para o novo rebaixamento do Brasileirão de 2019. O elenco porém foi uma das surpresas da competição e o Goiás ficou na 10ª colocação com boas atuações, junto de Yago outros jogadores se destacaram como Michael, que se transferiu para o Flamengo após a temporada, o goleiro Tadeu Antonio Ferreira emprestado pela Ferroviária  se consolidou no time time e foi contratado em definitivo no fim de 2019, o uruguaio Leandro Barcia e o veterano Rafael Moura, que veio substituir o centroavante Walter pego no dopping.

### Fluminense
A boa temporada no Goiás fez o Fluminense contratar o jogador para substituir Allan e Daniel, que foram respectivamente para Atlético Mineiro e Bahia. O jogador rapidamente se adaptou ao clube tornando-se titular e uma peça fundamental de Odair Hellmann pela sua versatilidade em campo, podendo jogar em diversas posições.
Em 2021, Yago fez o gol da virada sobre o Flamengo por 2–1 na vigésima oitava rodada do Campeonato Brasileiro, vivendo numa boa fase. Em 26 de maio de 2021, marcou o gol da vitória sobre o River Plate por 3–1 no Estádio Monumental de Núñez na sexta e última rodada da fase de grupos da Copa Libertadores, decretando a vaga para às oitavas de final da competição.
Em abril de 2021, o Fluminense anunciou a renovação do contrato do atleta até o fim de 2022.
Yago deixou o Fluminense após 160 jogos, nove gols e 10 assistências em três anos.

### Bahia
O Bahia comprou 90% dos direitos econômicos de Yago por aproximadamente R$ 10 milhões no total, cerca de R$ 8 milhões fixos e possibilidade de mais R$ 2 milhões de bônus.

## Títulos
Figueirense
- Campeonato Catarinense: 2014 e 2015

Fluminense
- Campeonato Carioca: 2022 e 2023
- Taça Rio: 2020
- Taça Gérson e Didi: 2020
- Taça Guanabara: 2022 e 2023

Bahia
- Campeonato Baiano: 2025[10]